# Montanhas Świętokrzyskie

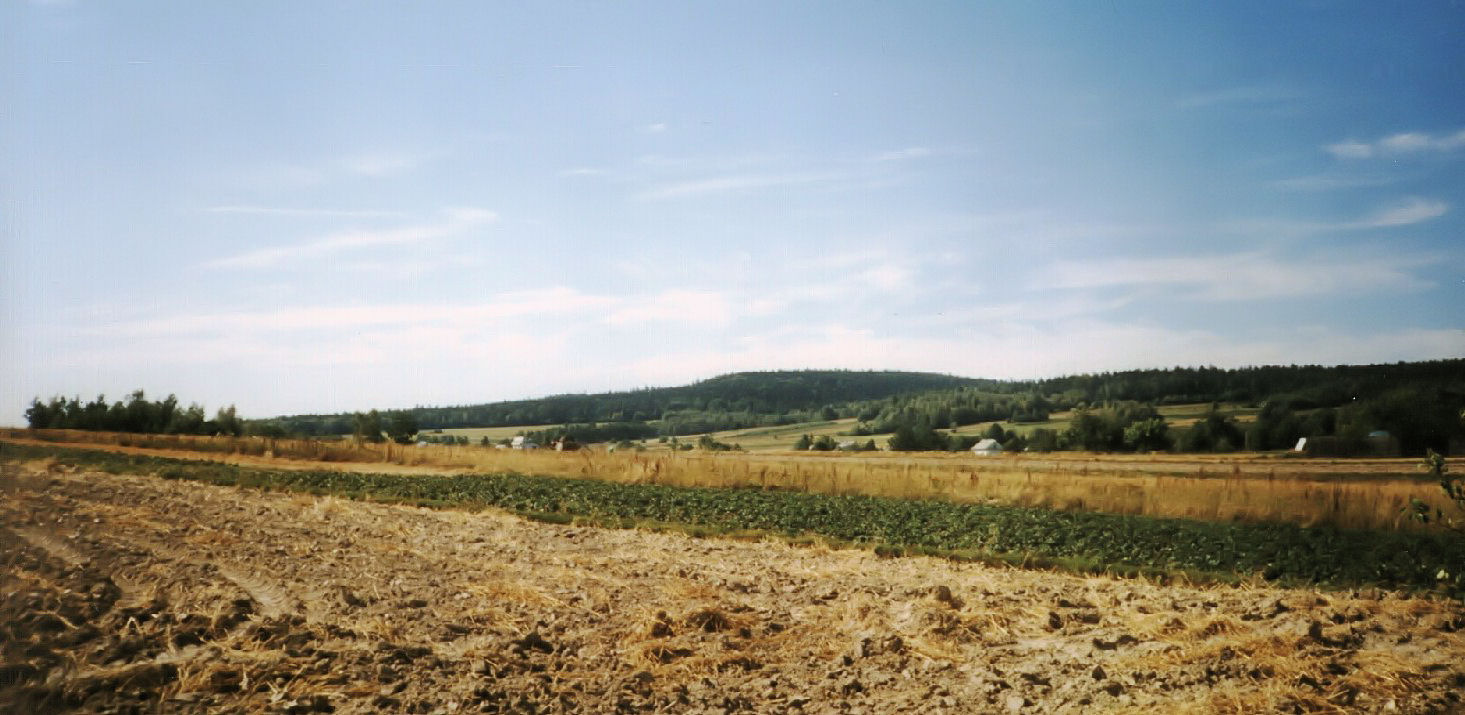
Montanhas Świętokrzyskie

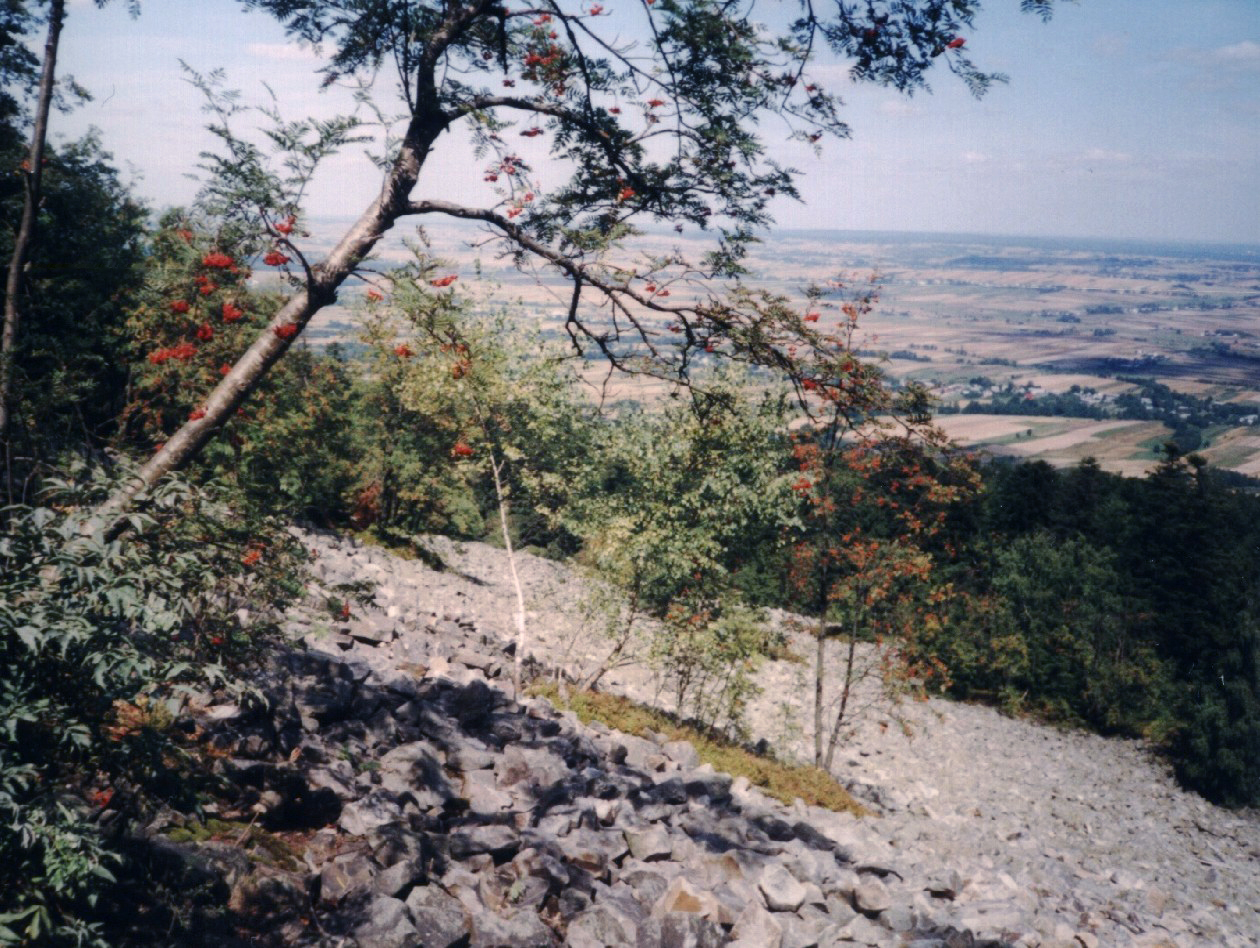
Encosta das Świętokrzyskie (Gołoborze)

As montanhas Świętokrzyskie (Montanhas da Santa Cruz), (em polonês/polaco:  Góry Świętokrzyskie) formam uma pequena e baixa cordilheira no centro da Polónia, perto da cidade de Kielce. Na sua maior parte tem várias subcordilheiras, a mais alta das quais é Łysogóry (lit. montanhas carecas). Os pontos mais altos são o Łysica com 612 m e o Łysa Góra com 593 m.